# Willy Aubameyang
Pour les articles homonymes, voir Aubameyang.
Willy Aubameyang, né le 16 février 1987 à Paris, est un footballeur  international gabonais, qui évolue au poste de défenseur.
Il est le fils de Pierre Aubameyang, international gabonais aux quatre-vingt sélections et le frère de Pierre-Emerick Aubameyang,  Catilina Aubameyang.

## Biographie

### Ses débuts
Passé par l'US Ivry puis l'US Créteil-Lusitanos, il rejoint l'Italie en 2002 et plus précisément l'US Triestina où il passe deux saisons avant d'intégrer le centre de formation de l'AC Milan.
Le samedi 6 janvier 2007, il marque le troisième but du Milan AC dans le cadre du Trophée Luigi Berlusconi. Le club lombard s'impose trois buts à deux face à la Juventus. Il offre donc pour son premier match la 16e édition du trophée Luigi Berlusconi au Milan AC. Lors de la saison 2007-2008 il inscrit 24 buts avec la Primavera, l'équivalent de l'équipe réserve
Lors de la saison 2008-2009, il est prêté en série B italienne à l'US Avellino puis la saison suivante, en D2 belge au KAS Eupen. Il est de nouveau prêté lors de la saison 2010-2011, à l'AC Monza.
En juillet 2009 il effectue un essai non concluant au FC Nantes.

### Kilmarnock
Le 26 janvier 2011, après avoir résilié son contrat avec le Milan AC avec qui il n'est pas arrivé à s'imposer, il signe pour le club écossais de Kilmarnock qui évolue en Scottish Premier League. En Écosse il est repositionné au poste de milieu défensif. Il joue peu et quitte le club six mois plus tard.

### Retour au foot amateur
Il rejoint à l'été 2011 les rangs du FC Sapins au Gabon qui évolue en division 1. En mars 2013, il signe un contrat amateur avec l'AS Saint-Etienne pour jouer en équipe réserve. Il rejoint la saison suivante, la réserve du Borussia Dortmund. Avec la réserve du Borussia, il ne participe qu'à des matchs amicaux lors de la saison 2013-2014. En novembre 2014 il rejoint le FC Kray en 4e division allemande.

## Palmarès
Avec l'AC Milan, il remporte le Trophée Luigi Berlusconi à deux reprises en 2006 et 2007.